# 남아메리카의 인종
남아메리카의 인종은 초기 인류가 이 지역에 언제 어떻게 들어왔는가에 대한 견해는 분분하나, 약 1만년 전에 동아시아로부터 베링 해협을 건너 여러 차례 이동하였다는 설이 지배적이다. 이들 원주민은 동일한 것이 아니고 몇 개의 아인종(亞人種)으로 구성되어 있었고, 주로 수렵과 채취 생활을 영위하였다. 그러나 마야, 아즈텍유적이 발굴된 점으로 보아 원주민들은 찬란한 문화를 누렸던 것으로 보인다.
1492년 콜럼버스가 신대륙을 발견한 이후 인종 구성은 복잡하게 된다. 1500년대 초기 해상을 누비던 에스파냐·포르투갈인은 미지의 세계에 축적된 황금과 항료를 얻기 위하여 이 지역에 침범하였고, 광대한 토지를 이용할 목적으로 아프리카의 흑인들을 잡아들였다.
이리하여 남아메리카가 발견된 이후 약 3세기에 걸쳐서 이들 인종간에 혼혈을 이루어 독특한 인종이 탄생되었다. 일확천금을 노린 서구인들이 문화 수준이 높은 원주민(인디오)들과 결합하여 메스티소라는 혼혈족이 생겼고, 흑인과 원주민 간엔 삼보(Zambo), 유럽계인과 흑인 사이에 물라토가 탄생하였다. 19세기에 와서 아일랜드·이탈리아·프랑스·폴란드·러시아 등에서 온 백인과 그 후 일본·중국·한국 등의 동양인들은 주로 브라질 남부, 아르헨티나·칠레 등의 온대지역에 자리잡았다. 이리하여 이 대륙은 메스티소, 인디언, 흑인, 물라토, 삼보, 유럽계 백인, 동양계 황인종 등의 다채로운 인종 구성을 이루게 되었다.

## 같이 보기
- 메스티소
- 물라토
- 삼보